# Estação Bon Pastor

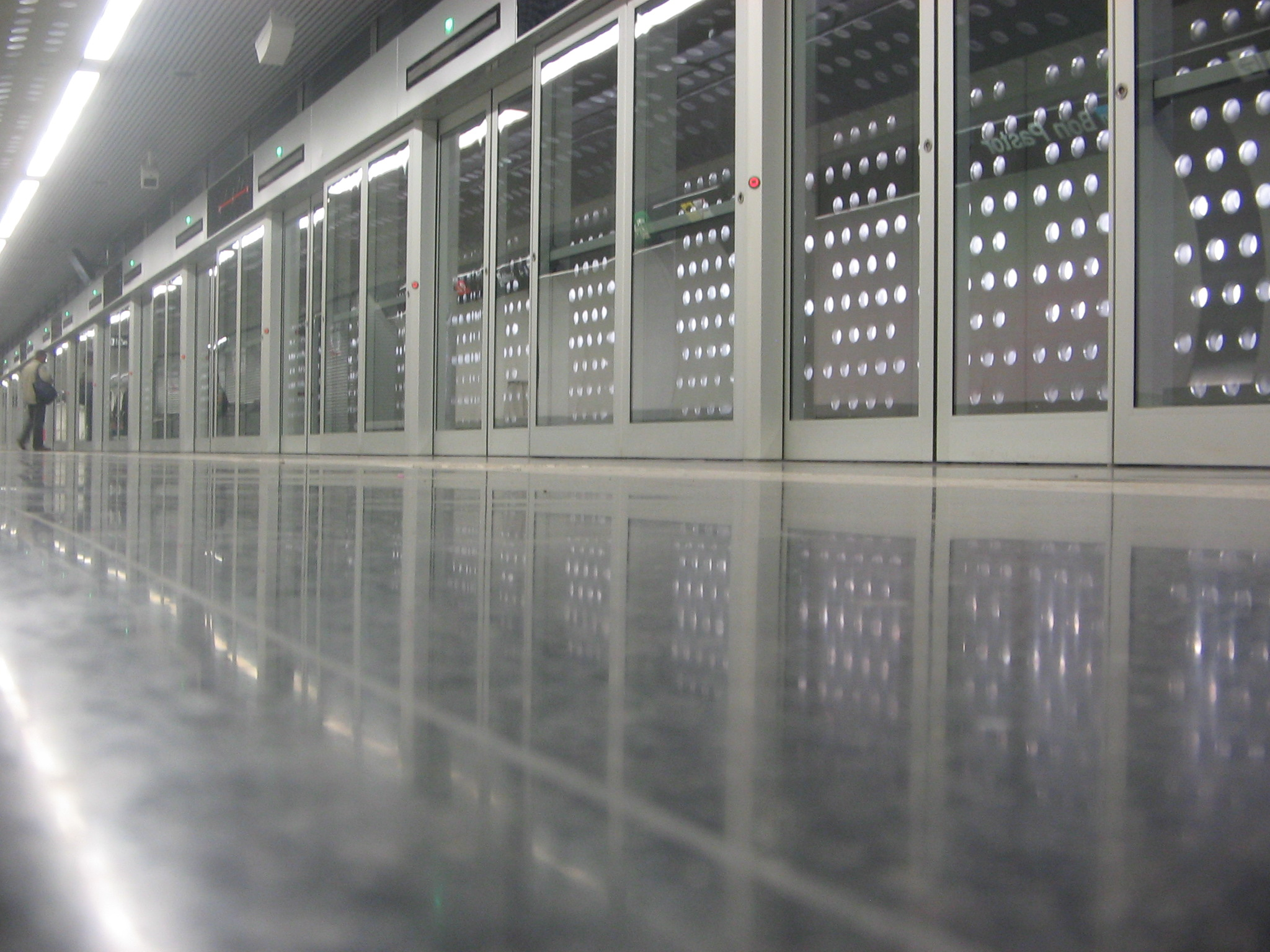
Estação Bon Pastor.

Bon Pastor é uma estação das linhas: Linha 9 e Linha 10 do Metro de Barcelona.  Entrou em funcionamento em 2010.

## História
A previsão inicial era abrir a estação em 2004 e posteriormente em 2008, mas devido a contratempos não foi colocado em operação até 18 de abril de 2010.

## Características
A estação está localizada sob a rua Sant Adrià e foi construída como muitas outras novas estações de metrô L9 com uma profundidade de 16 metros e um poço de 26 metros de diâmetro. A estação está dividida em três níveis: o salão superior, a plataforma superior e a plataforma inferior. O corredor superior tem acesso único pela rua equipado com escadas rolantes e elevadores, tornando a estação acessível para pessoas com deficiência.
As paredess do túnel onde se situam as plataformas são revestidas com painéis de pedra fundida com diferentes densidades, curvas e perfurações. O processo combina pedra pré-moldada branca com um acabamento delicado gravado com ácido e contas de vidro incrustadas que permitem a passagem da luz. Cada plataforma é equipada com bancos de pedra fundida branca com acabamento polido brilhante apoiados em suportes de metal em balanço para camuflar as saídas de ar-condicionado da estação. Este projeto foi desenhado pelos arquitetos A&M em conjunto com Escofet enquanto o projeto arquitetônico da estação em geral foi desenhado por Tomàs Morató.